# Mistrzostwa Europy w Lekkoatletyce 2012 – skok o tyczce kobiet
Skok o tyczce kobiet – jedna z konkurencji rozegranych podczas lekkoatletycznych mistrzostw Europy na Helsingin Olympiastadion w Helsinkach.
Do zawodów nie przystąpiła obrończyni tytułu mistrzyni Europy z 2010 roku Rosjanka Swietłana Fieofanowa.

## Terminarz
| Data       | Godzina |            |
| ---------- | ------- | ---------- |
| 28 czerwca | 09:05   | Eliminacje |
| 30 czerwca | 19:15   | Finał      |

## Przebieg zawodów

### Eliminacje
| Poz. | Grupa | Zawodniczka            | Reprezentacja   | 3.80 | 3.95 | 4.05 | 4.15 | 4.25 | 4.35 | 4.40 | 4.45 | Rezultat | Uwagi |
| ---- | ----- | ---------------------- | --------------- | ---- | ---- | ---- | ---- | ---- | ---- | ---- | ---- | -------- | ----- |
| 1    | A     | Jiřina Ptáčníková      | Czechy          | –    | –    | –    | –    | –    | o    | –    | o    | 4.45     | Q     |
| 2    | B     | Anastasija Sawczenko   | Rosja           | –    | –    | –    | –    | o    | –    | o    | xxx  | 4.40     | q     |
| 2    | B     | Silke Spiegelburg      | Niemcy          | –    | –    | –    | –    | –    | –    | o    | xxx  | 4.40     | q     |
| 2    | A     | Martina Strutz         | Niemcy          | –    | –    | –    | –    | o    | o    | o    | x–   | 4.40     | q     |
| 5    | A     | Aleksandra Kiriaszowa  | Rosja           | –    | –    | –    | –    | xo   | o    | o    | x–   | 4.40     | q     |
| 5    | B     | Nikoléta Kiriakopoúlou | Grecja          | –    | –    | –    | –    | xo   | o    | o    | xxx  | 4.40     | q     |
| 5    | A     | Anastasija Szwiedowa   | Białoruś        | –    | –    | –    | –    | o    | xo   | o    | x–   | 4.40     | q, SB |
| 5    | A     | Ekateríni Stefanídi    | Grecja          | –    | –    | –    | o    | xo   | o    | o    | x–   | 4.40     | q     |
| 9    | A     | Vanessa Boslak         | Francja         | –    | –    | –    | –    | o    | xo   | xo   | x–   | 4.40     | q     |
| 10   | A     | Jillian Schwartz       | Izrael          | –    | –    | –    | xo   | o    | xxo  | xo   | x–   | 4.40     | q, SB |
| 11   | A     | Angelica Bengtsson     | Szwecja         | –    | –    | –    | o    | xo   | o    | xxo  | –    | 4.40     | q     |
| 11   | A     | Lisa Ryzih             | Niemcy          | –    | –    | –    | –    | –    | xo   | xxo  | x–   | 4.40     | q     |
| 13   | B     | Stélla-Iró Ledáki      | Grecja          | –    | –    | o    | o    | o    | o    | xxx  |      | 4.35     |       |
| 13   | B     | Monika Pyrek           | Polska          | –    | –    | –    | –    | o    | o    | xxx  |      | 4.35     |       |
| 15   | B     | Natalija Mazuryk       | Ukraina         | –    | –    | –    | o    | xo   | xo   | xxx  |      | 4.35     |       |
| 16   | B     | Victoria Pena          | Irlandia        | –    | –    | –    | o    | o    | xxo  | xxx  |      | 4.35     |       |
| 17   | B     | Maria Eleonor Tavares  | Portugalia      | –    | o    | o    | xo   | o    | xxx  |      |      | 4.25     |       |
| 18   | B     | Romana Maláčová        | Czechy          | –    | –    | o    | xo   | xo   | xxx  |      |      | 4.25     |       |
| 19   | A     | Minna Nikkanen         | Finlandia       | –    | –    | xxo  | –    | xxo  | xxx  |      |      | 4.25     |       |
| 20   | B     | Cathrine Larsåsen      | Norwegia        | –    | –    | o    | o    | xxx  |      |      |      | 4.15     |       |
| 20   | B     | Sally Peake            | Wielka Brytania | –    | o    | o    | o    | xxx  |      |      |      | 4.15     |       |
| 22   | A     | Caroline Bonde Holm    | Dania           | –    | –    | xo   | xo   | xxx  |      |      |      | 4.15     |       |
| 23   | A     | Anna María Pinero      | Hiszpania       | –    | xo   | –    | xxo  | xxx  |      |      |      | 4.15     |       |
| 24   | B     | Tina Šutej             | Słowenia        | –    | –    | xxo  | xxo  | xxx  |      |      |      | 4.15     |       |
| 25   | B     | Naroa Agirre           | Hiszpania       | o    | –    | xo   | xxx  |      |      |      |      | 4.05     |       |
| 26   | B     | Malin Dahlström        | Szwecja         | –    | o    | –    | xxx  |      |      |      |      | 3.95     |       |
| 27   | B     | Lembi Vaher            | Estonia         | o    | xxo  | xxx  |      |      |      |      |      | 3.95     | SB    |
| 28   | A     | Gina Reuland           | Luksemburg      | xo   | xxx  |      |      |      |      |      |      | 3.80     |       |
|      | A     | Nicole Büchler         | Szwajcaria      | –    | –    | –    | xxx  |      |      |      |      | NM       |       |

### Finał
| Poz. | Zawodniczka            | Reprezentacja | 4.10 | 4.30 | 4.40 | 4.50 | 4.55 | 4.60 | 4.65 | 4.70 | Rezultat | Uwagi |
| ---- | ---------------------- | ------------- | ---- | ---- | ---- | ---- | ---- | ---- | ---- | ---- | -------- | ----- |
|      | Jiřina Ptáčníková      | Czechy        | –    | o    | –    | o    | –    | o    | xxx  |      | 4.60     |       |
|      | Martina Strutz         | Niemcy        | –    | xo   | o    | o    | –    | xo   | xxx  |      | 4.60     | SB    |
|      | Nikoléta Kiriakopoúlou | Grecja        | –    | xxo  | o    | xo   | –    | xxo  | –    | xxx  | 4.60     | =SB   |
| 4    | Silke Spiegelburg      | Niemcy        | –    | –    | o    | o    | –    | xxx  |      |      | 4.50     |       |
| 4    | Anastasija Sawczenko   | Rosja         | –    | o    | –    | o    | –    | xxx  |      |      | 4.50     |       |
| 6    | Vanessa Boslak         | Francja       | –    | o    | –    | xo   | –    | xxx  |      |      | 4.50     | =SB   |
| 7    | Lisa Ryzih             | Niemcy        | –    | –    | xo   | –    | xxx  |      |      |      | 4.40     |       |
| 8    | Aleksandra Kiriaszowa  | Rosja         | –    | o    | xxo  | –    | xxx  |      |      |      | 4.40     |       |
| 9    | Anastasija Szwiedowa   | Białoruś      | –    | xxo  | xxo  | xxx  |      |      |      |      | 4.40     | =SB   |
| 10   | Angelica Bengtsson     | Szwecja       | xo   | o    | xxx  |      |      |      |      |      | 4.30     |       |
| 11   | Jillian Schwartz       | Izrael        | xo   | xxx  |      |      |      |      |      |      | 4.10     |       |
| 12 ! | Ekateríni Stefanídi    | Grecja        | xxxx |      |      |      |      |      |      |      | NM       |       |